# Gappaz
Gappaz (persiska: گپّز, Kalāteh-ye Gabāz) är en ort i Iran.   Den ligger i provinsen Nordkhorasan, i den nordöstra delen av landet, 600 km öster om huvudstaden Teheran. Gappaz ligger 1 222 meter över havet och antalet invånare är 157.
Terrängen runt Gappaz är platt åt sydväst, men åt nordost är den kuperad. Runt Gappaz är det ganska glesbefolkat, med 30 invånare per kvadratkilometer. Närmaste större samhälle är Zanaft, 10,7 km öster om Gappaz. Omgivningarna runt Gappaz är i huvudsak ett öppet busklandskap.